# Lestes temporalis
Lestes temporalis – gatunek ważki z rodziny pałątkowatych (Lestidae).